# Willy Küsters
Willy Küsters (* 2. August 1888 in Duisburg; † 1. September 1949 in Friedrichshafen) war ein deutscher Schriftsteller.

## Leben
Willy Küsters war der Sohn eines Industriemonteurs. Von 1903 bis 1906 absolvierte Küsters eine kaufmännische Ausbildung, anschließend arbeitete er bis 1913 als Buchhalter in Duisburg und von 1914 bis 1924 als Kaufmann in Düsseldorf. Von 1924 bis 1928 war er Teilhaber und später Alleininhaber des See-Verlages in Konstanz. Von 1932 bis 1944 war er als Buchhändler in Friedrichshafen tätig. 
Willy Küsters war in erster Linie Lyriker; seine Gedichte sind dem Expressionismus zuzurechnen und erschienen in der Zeit vor 1914 und während des Ersten Weltkriegs ausschließlich in Zeitschriften der expressionistischen Bewegung wie Pfemferts „Aktion“. In Buchform wurden die verstreuten Werke des weitgehend in Vergessenheit geratenen Autors erstmals 1993 veröffentlicht.

## Werke
- Bodensee-Fibel, Friedrichshafen 1944
- Wo hagre Häuser dürr ins Firmament zu ragen sich erfrechen, Eggingen 1993